# Leichtathletik-Europameisterschaften 2010/5000 m der Frauen

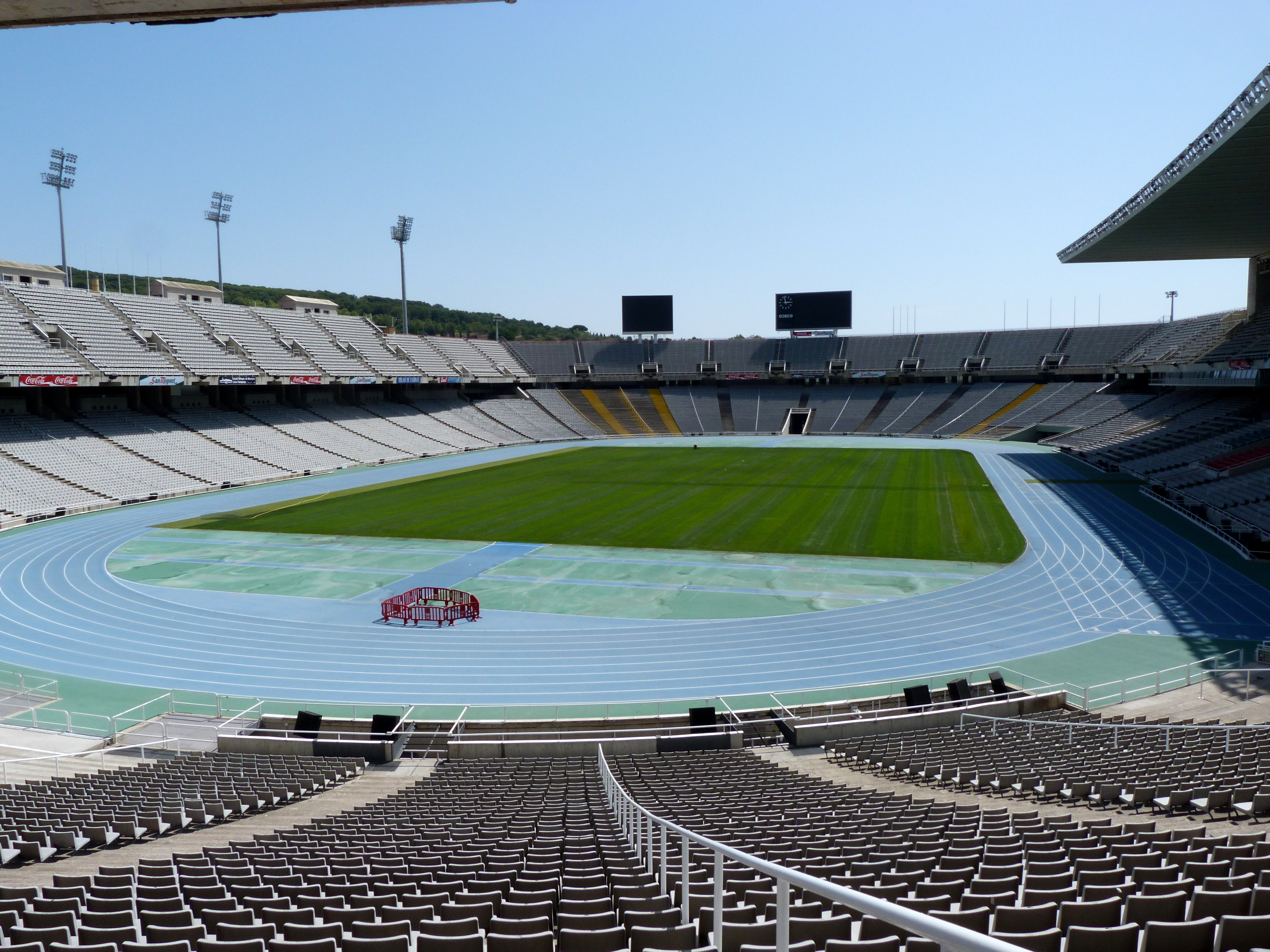
Das Olympiastadion Estadi Olímpic Lluís Companys
Barcelona im Jahr 2012

im Olympiastadion Estadi Olímpic Lluís Companys der spanischen Stadt Barcelona ausgetragen.
In diesem Wettbewerb errangen die Langstreckenläuferinnen aus Portugal mit Silber und Bronze zwei Medaillen. Europameisterin wurde die türkische EM-Dritte von 2006 Elvan Abeylegesse, die nach dem 10.000-Meter-Lauf auch die zweite Bahn-Langstrecke für sich entschied. Silber ging an Sara Moreira. Die Vizeeuropameisterin über 10.000 Meter Jéssica Augusto errang die Bronzemedaille.

## Rekorde

### Bestehende Rekorde
| Weltrekord           | 14:11,15 min | Tirunesh Dibaba    | Oslo, Norwegen        | 6. Juni 2008    |
| Europarekord         | 14:23,75 min | Lilija Schobuchowa | Kasan, Russland       | 19. Juli 2008   |
| Meisterschaftsrekord | 14:56,18 min | Marta Domínguez    | EM Göteborg, Schweden | 12. August 2006 |

### Rekordverbesserung
Die türkische Europameisterin Elvan Abeylegesse verbesserte den bestehende EM-Rekord am 1. August um 1,74 Sekunden auf 14:54,44 min. Zum Europarekord fehlten ihr 20,69 s, zum Weltrekord 43,29 s.

## Doping
In diesem Wettbewerb kam es zu insgesamt vier dopingbedingten nachträglichen Disqualifikationen. Betroffen waren zwei türkische und zwei russische Läuferinnen:
- Die aus Äthiopien stammende und für die Türkei startende Alemitu Bekele, zunächst Erste, wurde im Jahr 2013 wegen Dopingmissbrauchs gesperrt und nachträglich disqualifiziert.[3]
- Die Russin Marija Konowalowa, ursprüngliche Fünfte, wurde aufgrund von Unregelmäßigkeiten ihres Biologischen Passes für zwei Jahre suspendiert. Außerdem wurden ihr zahlreiche Resultate, darunter ihre Platzierung bei den Europameisterschaften 2010 aberkannt.[4]
- Die zunächst siebtplatzierte Türkin Meryem Erdoğan, wurde 2012 wegen Abweichungen in ihrem Blutpass für zwei Jahre gesperrt. Unter anderem auch ihre Resultate der Europameisterschaften von 2010 über 5000 und 10.000 Meter wurden.[5]
- Die Russin Jelisaweta Gretschischnikowa war zunächst auf Rang neun eingelaufen. Aufgrund von Unregelmäßigkeiten in ihrem Biologischen Pass wurden alle ihre Ergebnisse von 2009 bis 2013 annulliert.[6]

Da keine Vorläufe angesetzt waren, gab es hier keine Athletinnen, die durch die Dopingbetrügerinnen an einer berechtigten Finalteilnahme gehindert wurden. Leidtragende waren vor allem
- Elvan Abeylegesse, Türkei – Sie erhielt ihre Goldmedaille erst mit Verspätung, wurde allerdings später für andere Veranstaltungen selber des Dopingmissbrauchs überführt.[7]
- Jéssica Augusto, Portugal – Sie konnte nicht an der Siegerehrung teilnehmen und erhielt ihre Medaille erst verspätet.

## Durchführung
Bei nur neunzehn Teilnehmerinnen entfielen die Vorläufe, alle Läuferinnen bestritten gemeinsam das Finale.

## Legende

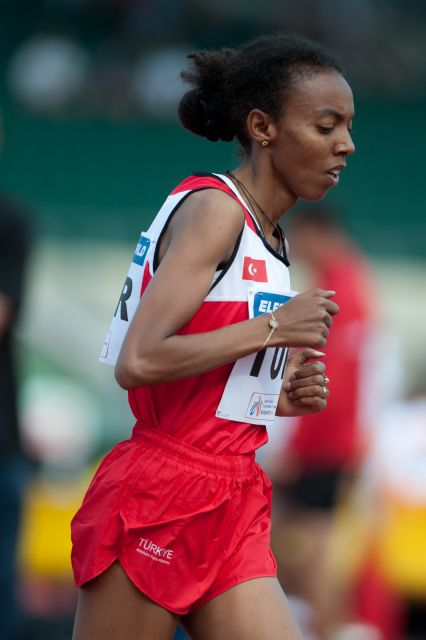
Europameisterin Elvan Abeylegesse

Kurze Übersicht zur Bedeutung der Symbolik – so üblicherweise auch in sonstigen Veröffentlichungen verwendet:
| CR  | Championshiprekord                       |
| DNF | Wettkampf nicht beendet (did not finish) |
| DOP | wegen Dopingvergehens disqualifiziert    |

## Finale
1. August 2010, 20:40 Uhr
| Platz | Name                         | Nation   | Zeit (min)  |
| ----- | ---------------------------- | -------- | ----------- |
| 1     | Elvan Abeylegesse            | Türkei   | 14:54,44 CR |
| 2     | Sara Moreira                 | Portugal | 14:54,71    |
| 3     | Jéssica Augusto              | Portugal | 14:58,47    |
| 4     | Elena Romagnolo              | Italien  | 15:14,40    |
| 5     | Sabine Fischer               | Schweiz  | 15:19,80    |
| 6     | Anikó Kálovics               | Ungarn   | 15:29,44    |
| 7     | Olga Golowkina               | Russland | 15:31,11    |
| 8     | Judith Plá                   | Spanien  | 15:35,01    |
| 9     | Karoline Bjerkeli Grøvdal    | Norwegen | 15:41,42    |
| 10    | Krisztina Papp               | Ungarn   | 15:52,83    |
| 11    | Ragnhild Kvarberg            | Norwegen | 15:59,80    |
| 12    | Gema Barrachina              | Spanien  | 16:00,51    |
| 13    | Roxana Bârcă                 | Rumänien | 16:06,10    |
| DNF   | Lidia Chojecka               | Polen    |             |
| DNF   | Wolha Krauzowa               | Belarus  |             |
| DOP   | Alemitu Bekele               | Türkei   | 14:52,20    |
| DOP   | Marija Konowalowa            | Russland | 15:08.84    |
| DOP   | Meryem Erdoğan               | Türkei   | 15:14,92    |
| DOP   | Jelisaweta Gretschischnikowa | Russland | 15:16,19    |

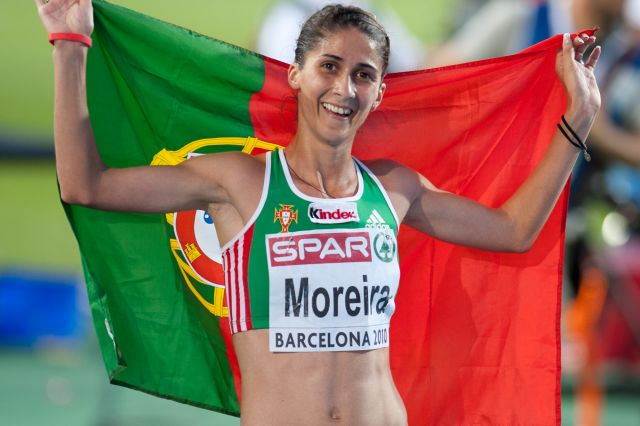
Eine freudige Vizeeuropameisterin Sara Moreira
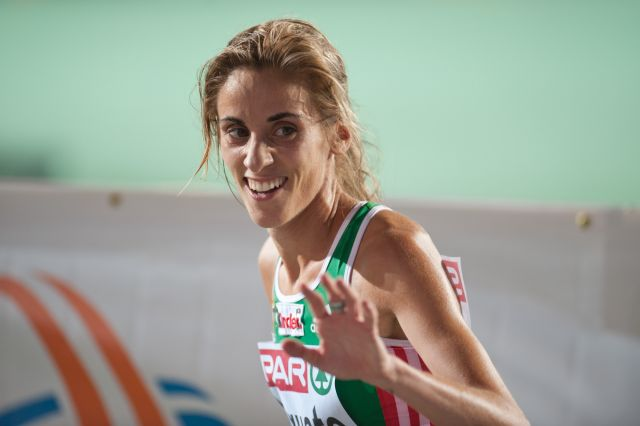
Bronzemedaillengewinnerin Jéssica Augusto
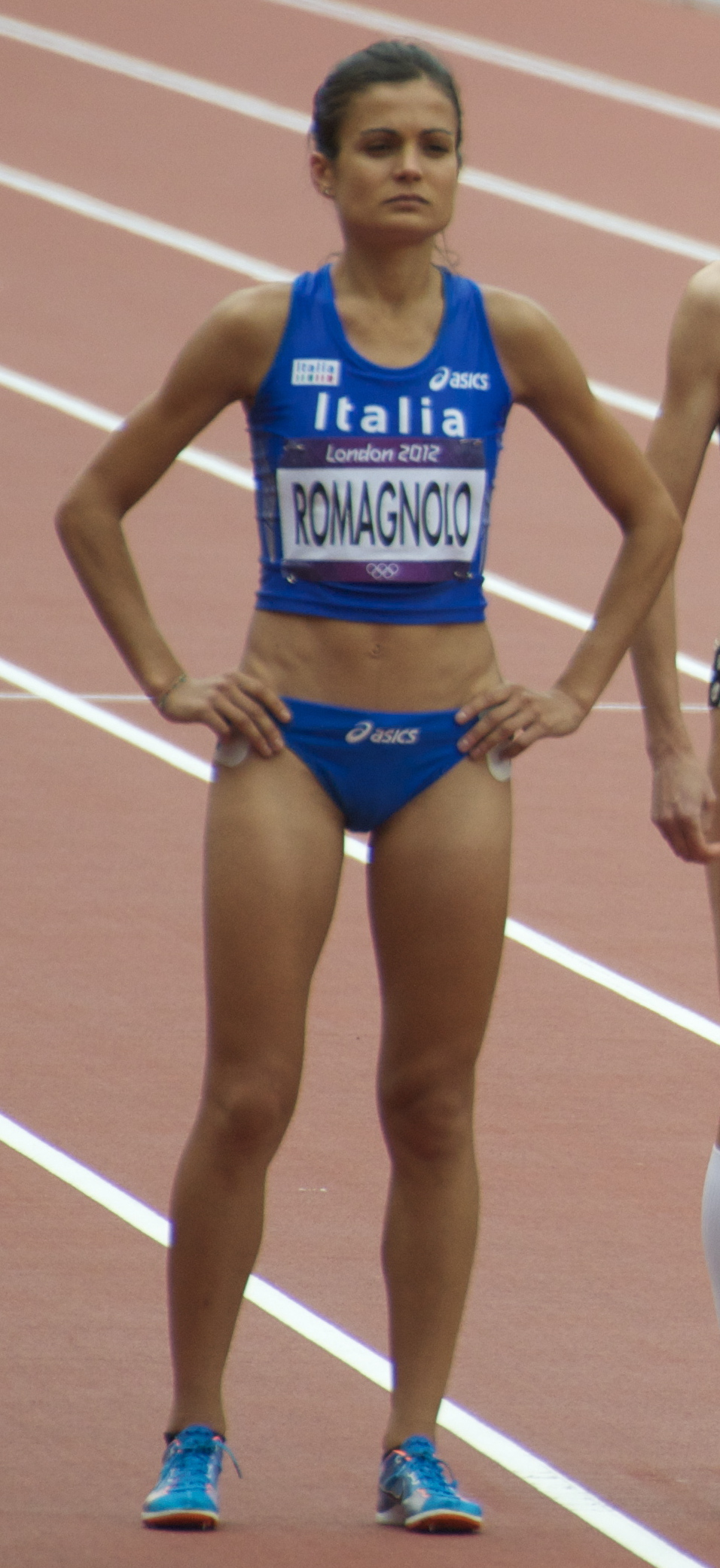
Elena Romagnolo kam auf den vierten Platz

Auf der letzten Runde setzten sich die beiden aus Äthiopien stammenden Türkinnen Alemitu Bekele und Elvan Abeylegesse von den beiden Portugiesinnen Sara Moreira und Jéssica Augusto ab. Bekele lief zwar als Erste ins Ziel, wurde später jedoch disqualifiziert – siehe oben. So gewann Abeylegesse neben dem 10.000 nun auch den 5000-Meter-Lauf. Außerdem erhielt auch Jéssica Augusto mit Bronze ihre verdiente Medaille. Sara Moreira rückte auf den Silberrang vor.

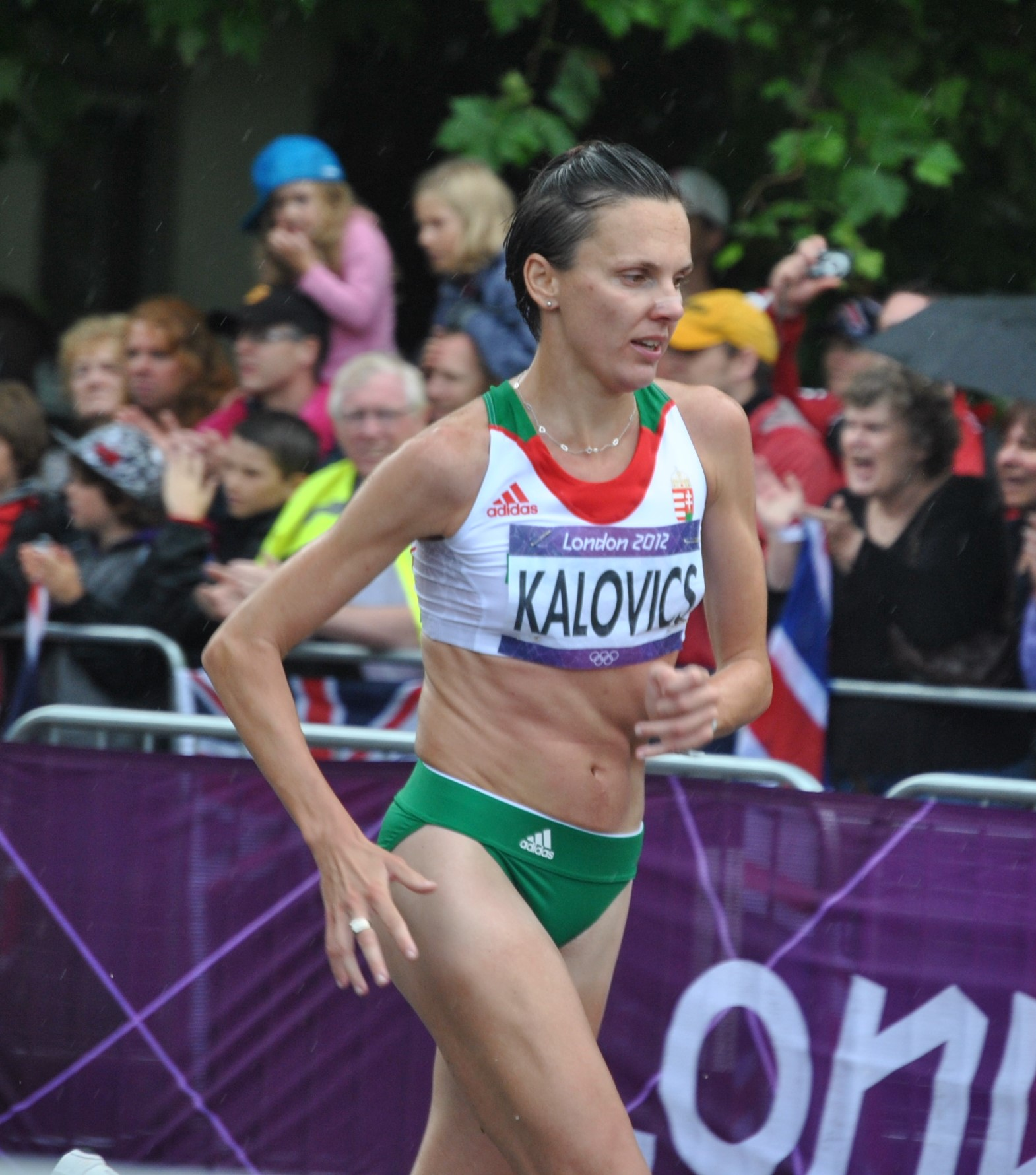
Anikó Kálovics belegte Rang sechs
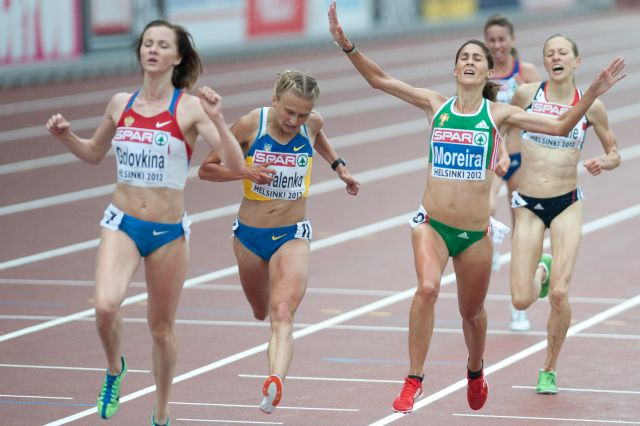
Olga Golowkina (links als Siegerin bei den Europameisterschaften 2012) wurde Siebte in diesem Rennen
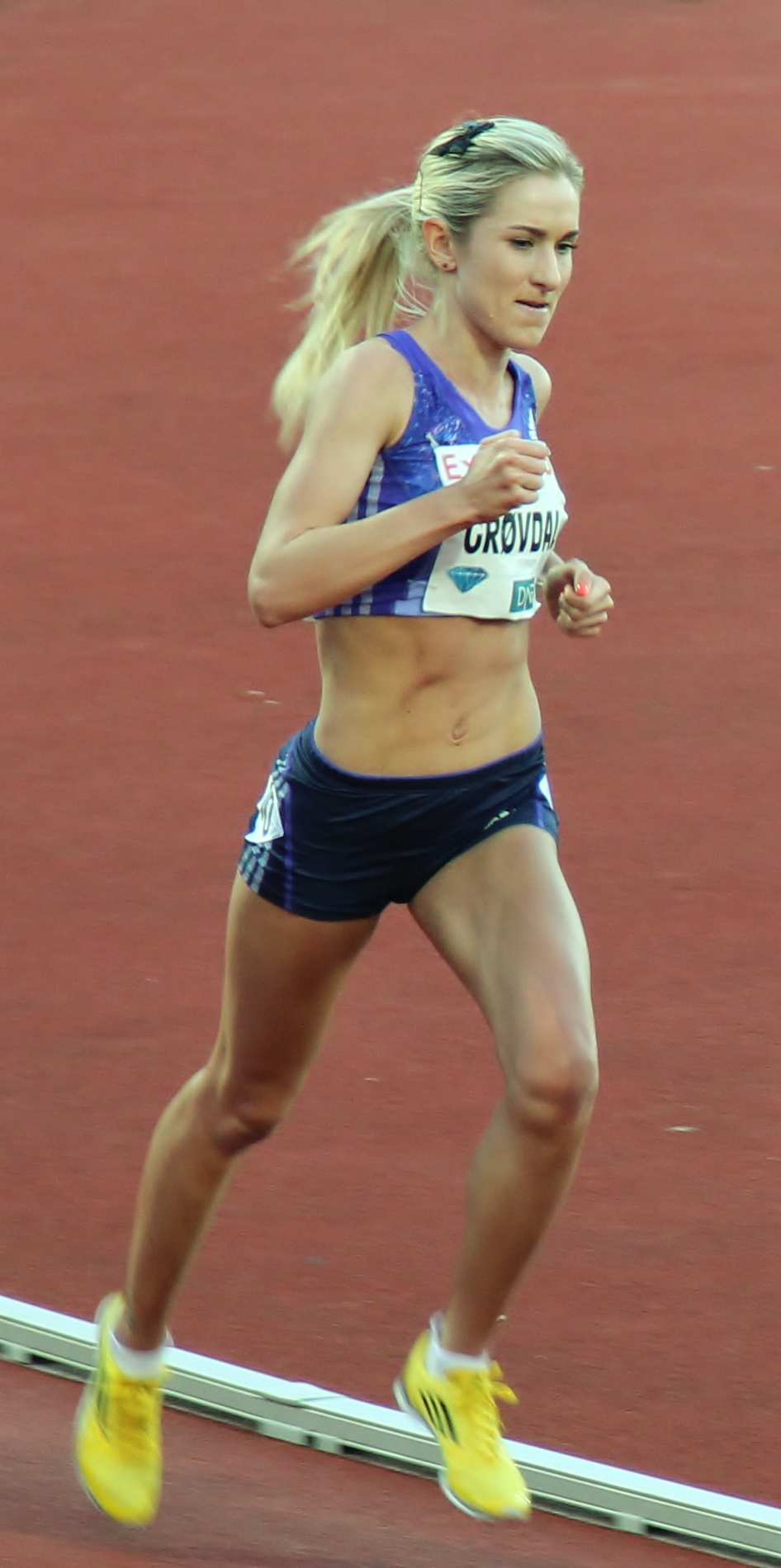
Karoline Bjerkeli Grøvdal erreichte Platz neun
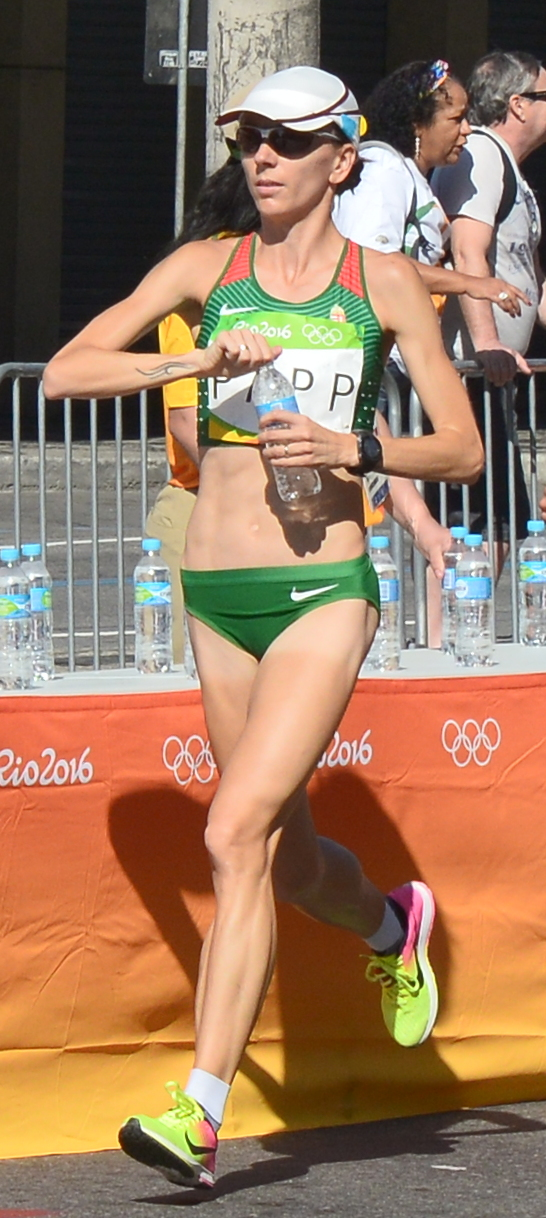
Krisztina Papp – Rang zehn

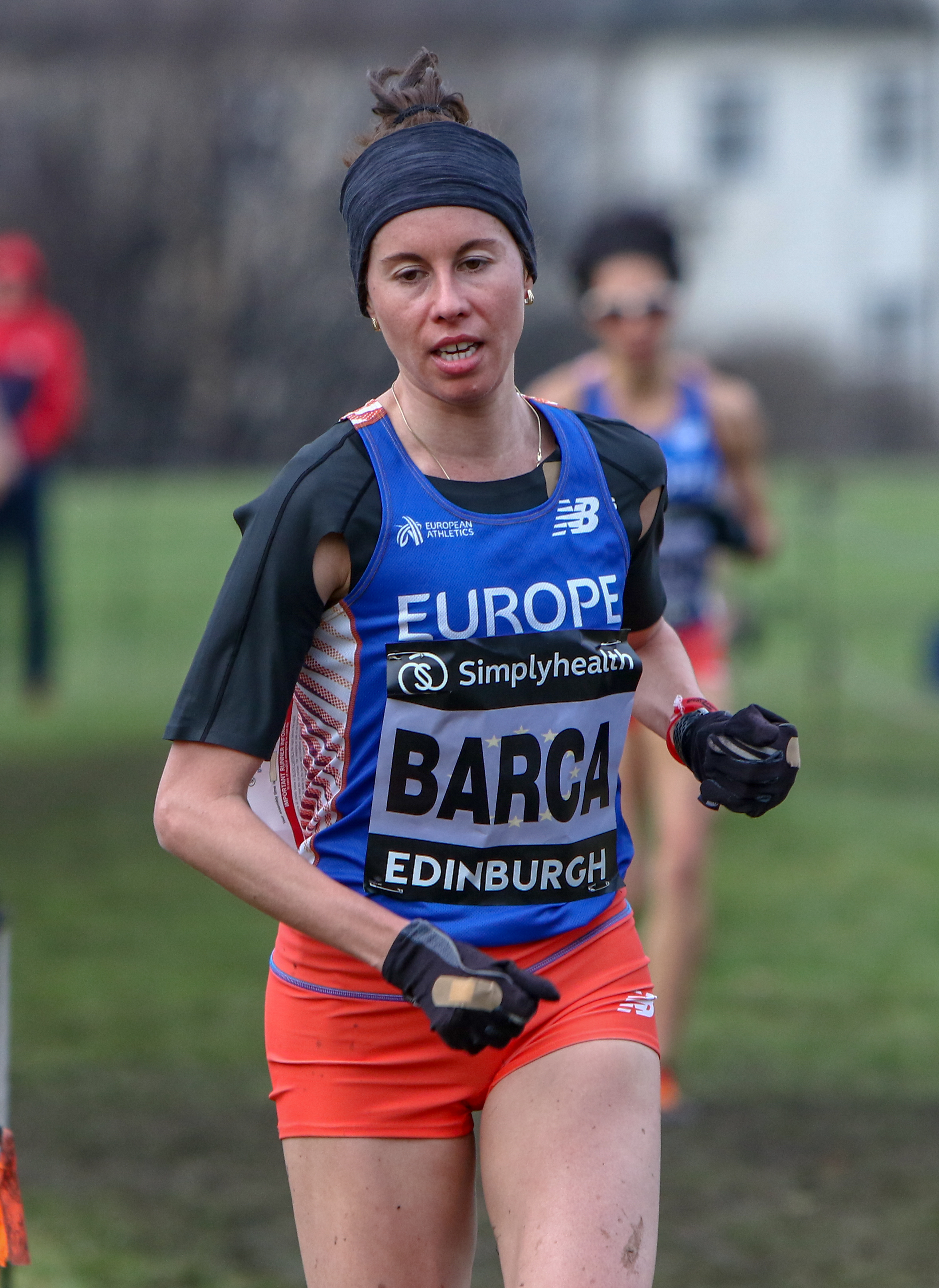
Roxana Bârcă – Rang dreizehn
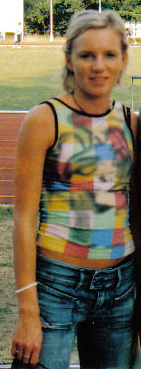
Lidia Chojecka – Rennen nicht beendet
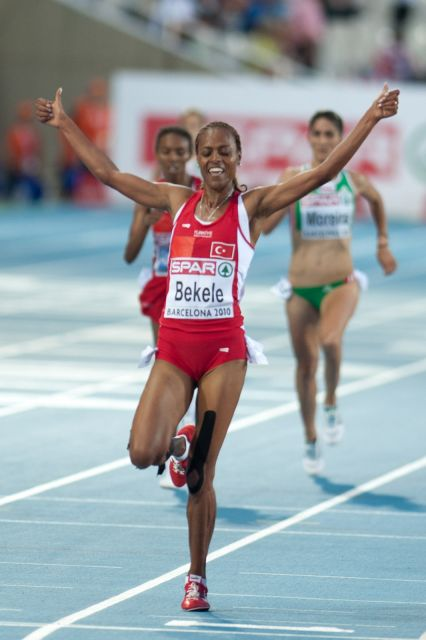
Hier jubelt Alemitu Bekele noch über ihren 5000-Metert-Sieg, später musste sie ihre Goldmedaille als Dopingbetrügerin abgeben
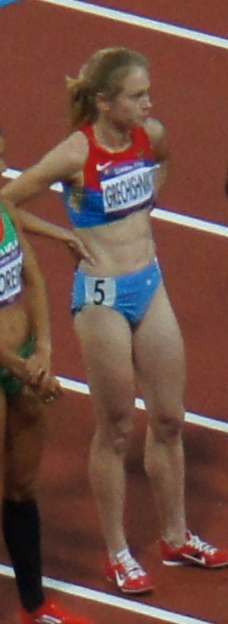
Jelisaweta Gretschischnikowa – wegen Dopingmissbrauchs nachträglich disqualifiziert

## Videolink
- European Team Championships, First League, Budapest, european-athletics.org, abgerufen am 19. Februar 2023